# Adela de Meissen
Adela de Meissen (siglo XII-23 de octubre de 1181) fue reina consorte danesa, esposa del rey Svend III de Dinamarca. Fue hija de Conrado de Meissen y de Luitgarda de Ravenstein.
Adela nació en Meissen. Se casó con Svend en 1152. No fue una reina muy popular en Dinamarca debido a su influencia en el abandono de su esposo de las costumbres danesas en favor de las alemanas.
Enviudó en 1157 y se casó con el conde Adalberto III de Ballenstedt.

## Descendencia
- Con Svend:
  - Un hijo, muerto prematuramente
  - Luccardis, esposo de Margrave Bertoldo I de Istria.

- Con Adalberto:
  - Gertrudis, esposa de Walther de Arnstein